# Ancylolomia tentaculella
Ancylolomia tentaculella là một loài bướm đêm thuộc họ Crambidae. Loài này có ở Nam và Trung Âu, Anatolia và Trung Đông.
Sải cánh dài 30–34 mm. Con trưởng thành bay từ tháng 6 đến tháng 7 tùy theo địa điểm.
Ấu trùng ăn các loại cỏ lớn.

## Hình ảnh

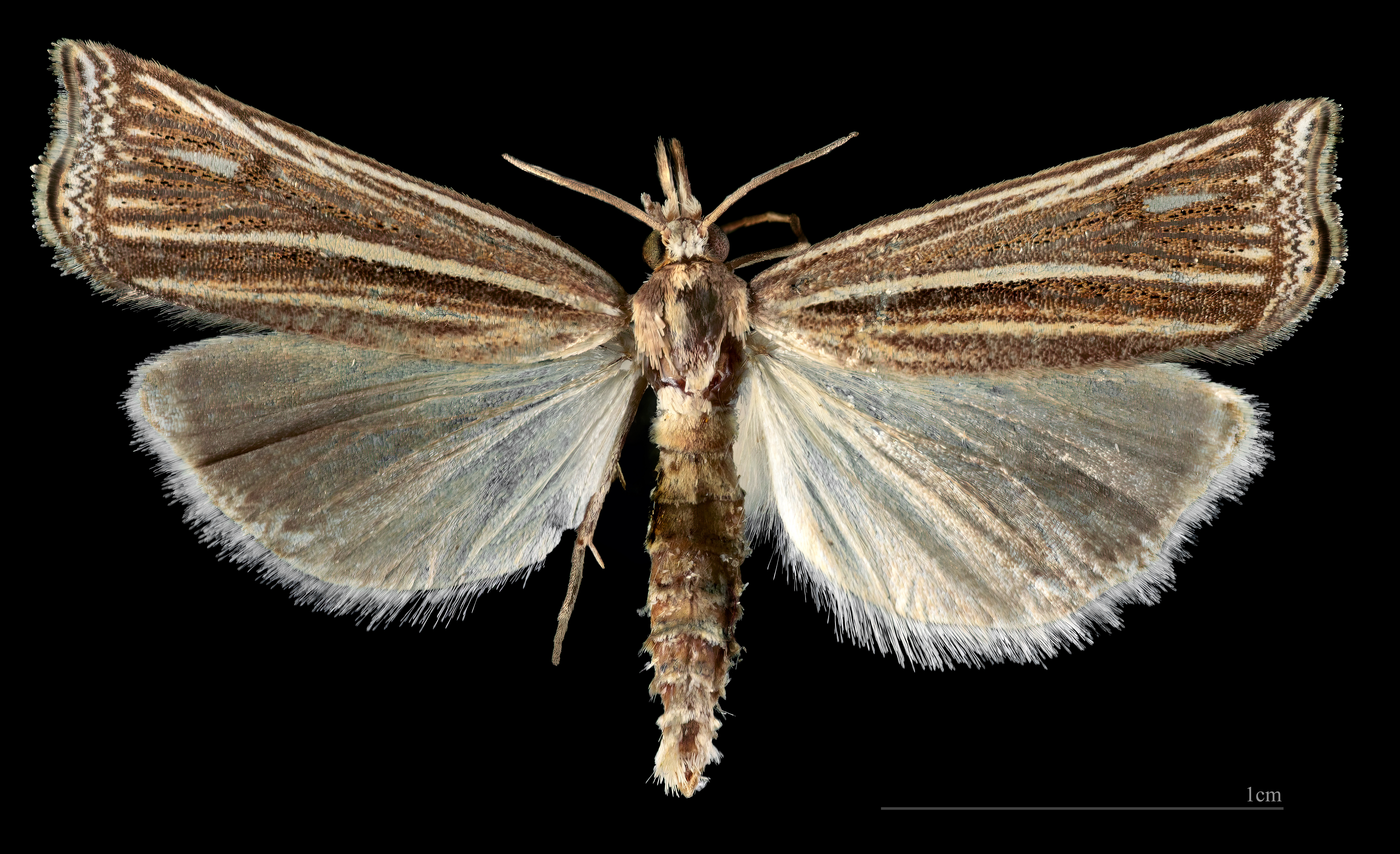
♂
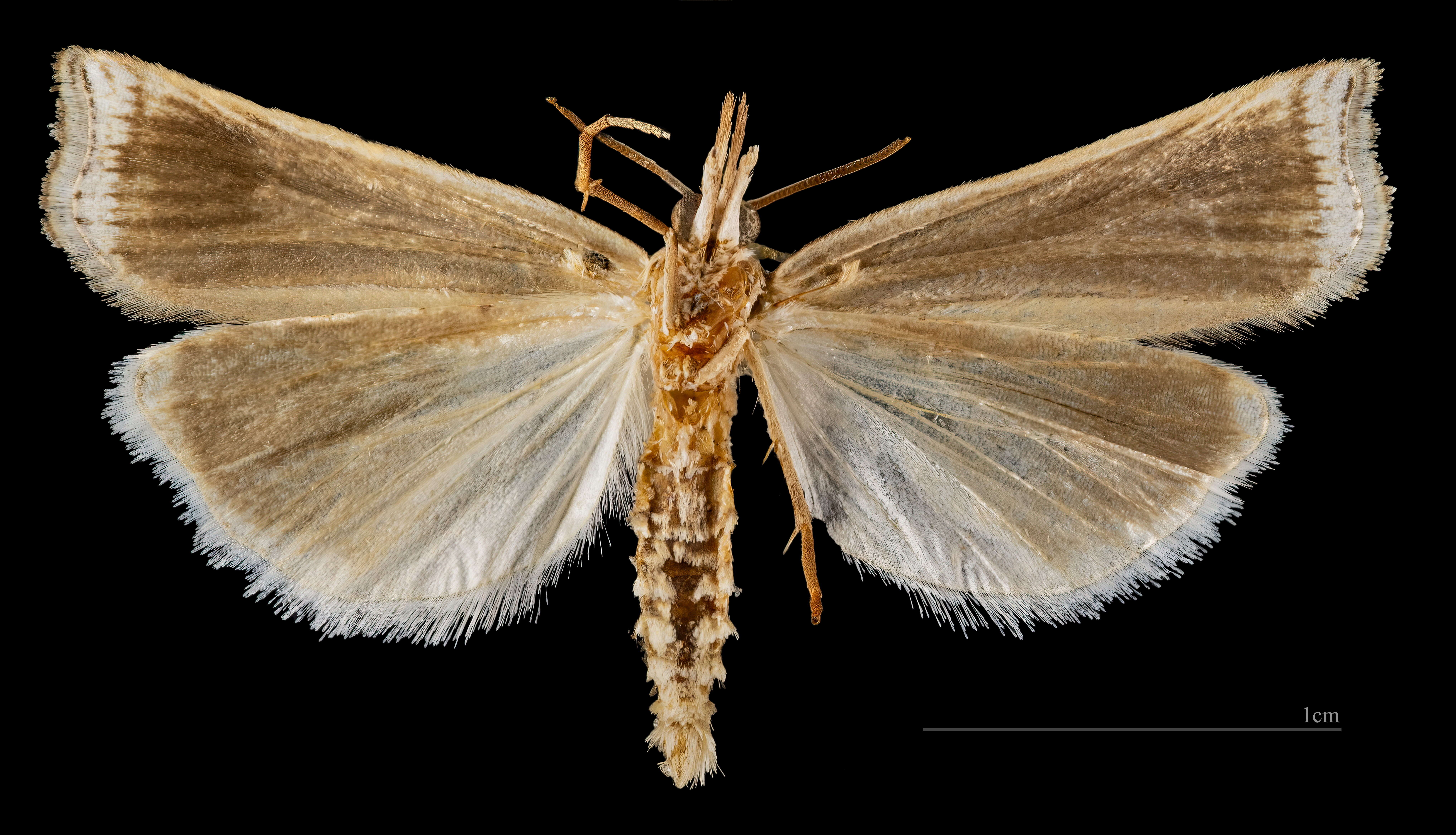
♂ △